# Alexandra Kassen

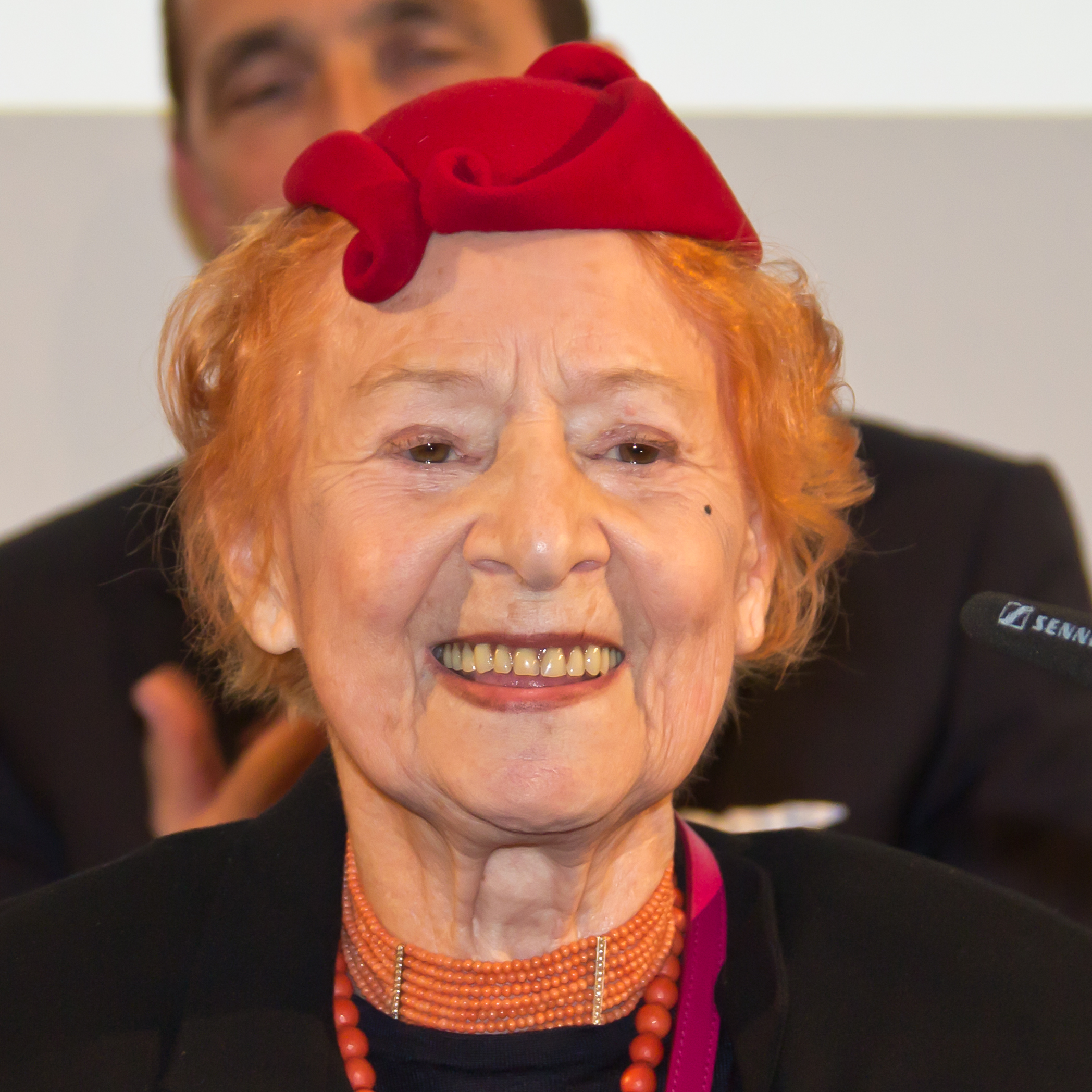
Alexandra Kassen, 2011

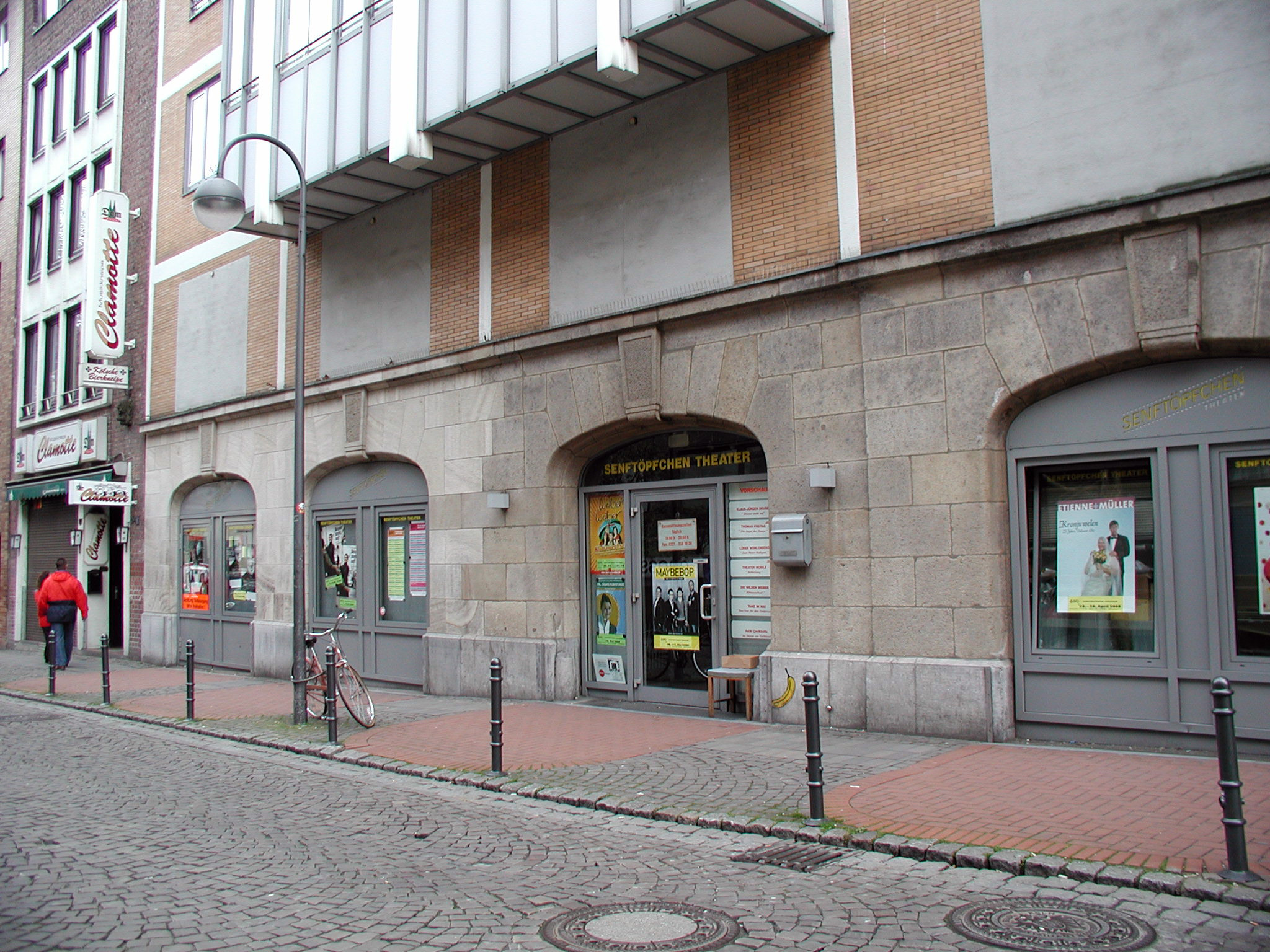
Theater Senftöpfchen, im April 2008

Alexandra Kassen (* 30. Januar 1923 als Alexandra Geller in Nittendorf; † 25. Juni 2017 in Köln) war eine deutsche Theaterleiterin. Sie war die Gründerin des Kölner Kleinkunsttheaters Senftöpfchen.

## Leben
Alexandra und ihr Ehemann Fred Kassen, Mitglied der Nachfolgegruppe Meistersextett der Comedian Harmonists, gründeten am 5. März 1959 das Theater Senftöpfchen. Nach dem Tod ihres Ehemannes im Jahr 1972 führte Alexandra Kassen das Theater allein weiter. Zur Unterstützung des Theaters gründete Alexandra Kassen gemeinsam mit Alfred Biolek 1986 den Förderverein für das Senftöpfchen Theater e.V.

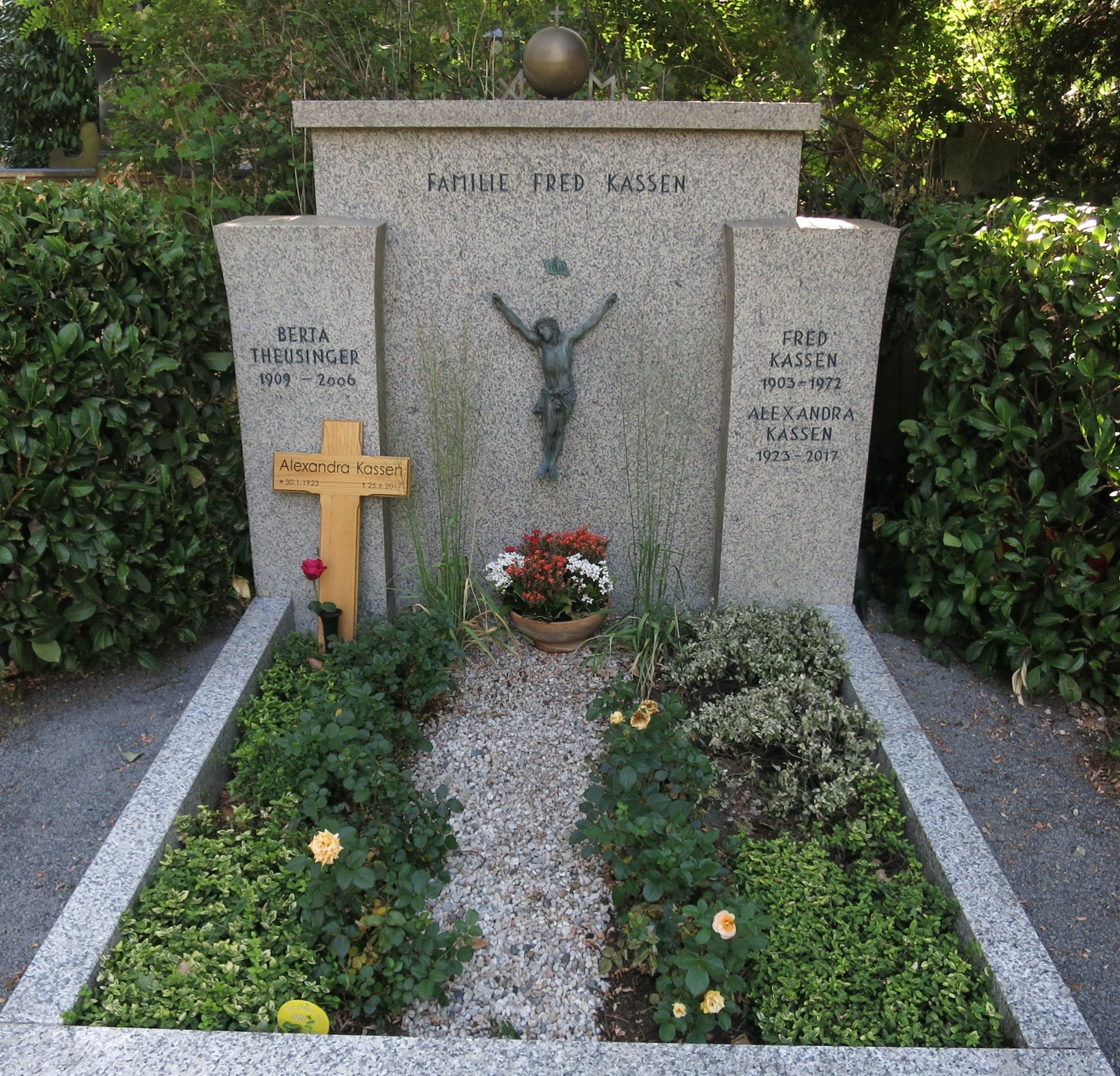
Grab Alexandra und Fred Kassen (August 2018)

Kassen trat in der Öffentlichkeit stets mit einem ihrer vielen kleinen, farbenfrohen Hüte auf dem Kopf auf, was zu ihrem Markenzeichen wurde und dem sie ihren Spitznamen „Et Hötche“ (Das Hütchen) verdankte. Sie leitete ihr Theater – die letzten Jahre gemeinsam mit Tochter Alexandra Franziska Kassen – bis zu ihrem Tode selbst. Alexandra Kassen starb 2017 im Alter von 94 Jahren und wurde auf dem Kölner Melaten-Friedhof beigesetzt. 

## Ehrungen
- 1978: Verdienstkreuz am Bande der Bundesrepublik Deutschland[2]
- 1993: Verdienstorden des Landes Nordrhein-Westfalen
- 1999: Verdienstkreuz 1. Klasse der Bundesrepublik Deutschland
- 1999: Rheinlandtaler des Landschaftsverbandes Rheinland
- 2003: Ehrentheaterpreis im Rahmen der Kölner Tanz- und Theaterpreise
- 2007: Kulturkamelle des Festkomitees Kölner Karneval
- 2011: Großer Kulturpreis der Sparkassen-Kulturstiftung Rheinland[3]